# Kismet (logiciel)
Pour les articles homonymes, voir Kismet.
Kismet est un logiciel libre de détection de réseaux, un sniffeur, et un système de détection d'intrusion pour réseau sans fil 802.11. Kismet fonctionne avec les cartes réseau qui supportent le mode moniteur, et tout protocole 802.11 (802.11a, 802.11b, 802.11g et 802.11n). Il fonctionne sous Linux (la plateforme la plus riche en pilotes utilisables par Kismet), FreeBSD, NetBSD, OpenBSD, et Mac OS X. Le client Kismet peut aussi tourner sur Windows, mais soit avec des moteurs externes, soit avec l'unique modèle de carte pour lequel il existe un pilote capable de faire du mode moniteur.[Laquelle ?]

## Fonctions
À la différence d'autres détecteurs de réseaux sans fil, Kismet travaille passivement. Cela signifie qu'il est capable, sans envoyer lui-même de paquet décelable, de détecter à la fois la présence des points d'accès et des clients sans fil, et de les associer respectivement.
Kismet inclut aussi des fonctionnalités fondamentales de détection d'intrusion comme la détection de renifleurs (sniffeurs) actifs de réseaux sans fils, comme NetStumbler, ainsi que plusieurs attaques de réseaux sans fil.
Il peut journaliser tous les paquets sniffés et les sauvegarder dans des formats de fichiers compatibles avec tcpdump/Wireshark ou Airsnort.
Il incorpore un algorithme de saut de canal radio permettant de trouver un maximum de réseaux disponibles. Les sauts ne se font pas de manière incrémentale, la valeur de séquence par défaut (car elle peut être modifiée par l'utilisateur) laisse de grands trous entre les canaux (par exemple 1-6-11-2-7-12-3-8-13-4-9-14-5-10). Cette méthode permet de capturer davantage de paquets en évitant le recouvrement de canaux adjacents.
Kismet peut aussi associer la géolocalisation si un récepteur GPS lui est connecté.

## Infrastructure client/drone/serveur
Kismet peut être décomposé en trois parties :
1. Un drone peut être utilisé pour capturer les paquets, et ensuite les passer à un serveur pour qu'ils soient interprétés.
2. Un serveur peut être utilisé soit en liaison avec un drone, ou de manière autonome, pour interpréter les paquets de données, et extrapoler les informations et les organiser.
3. Le client communique avec le serveur et affiche les informations que le serveur collecte.